# Igeltjärnen (Hälsingtuna socken, Hälsingland)
Igeltjärnen är en sjö i Hudiksvalls kommun i Hälsingland och ingår i Harmångersån-Delångersåns kustområde.